# Wereldbeker noordse combinatie 2016/2017
De wereldbeker noordse combinatie 2016/2017 (officieel: FIS Nordic Combined World Cup presented by Viessmann) ging van start op 26 november 2016 in het Finse Kuusamo en eindigde op 19 maart 2017 in het Duitse Schonach.
De FIS organiseert enkel een wereldbeker voor mannen. De Duitser Eric Frenzel won net als vorig seizoen de algemene wereldbeker. 

## Uitslagen

### Kalender
| Datum | Plaats        | Detail             | Eerste                                                                | Tweede                                                                 | Derde                                                            |
| --- | ------------- | ------------------ | --------------------------------------------------------------------- | ---------------------------------------------------------------------- | ---------------------------------------------------------------- |
| 26/11/2016 | Kuusamo       | HS142 + 10 km      | Johannes Rydzek                                                       | Eric Frenzel                                                           | Jørgen Gråbak                                                    |
| 27/11/2016 | Kuusamo       | HS142 + 10 km      | Johannes Rydzek                                                       | Wilhelm Denifl                                                         | Akito Watabe                                                     |
| 02/12/2016 | Lillehammer   | HS138 + 4 × 5 km   | Duitsland Björn Kircheisen Eric Frenzel Fabian Rießle Johannes Rydzek | Noorwegen Mikko Kokslien Espen Andersen Håvard Klemetsen Jørgen Gråbak | Oostenrijk David Pommer Mario Seidl Wilhelm Denifl Philipp Orter |
| 03/12/2016 | Lillehammer   | HS100 + 10 km      | Eric Frenzel                                                          | Johannes Rydzek                                                        | Fabian Rießle                                                    |
| 04/12/2016 | Lillehammer   | HS138 + 10 km      | Eric Frenzel                                                          | Björn Kircheisen                                                       | Jørgen Gråbak                                                    |
| 17/12/2016 | Ramsau        | HS98 + 10 km       | Johannes Rydzek                                                       | Fabian Rießle                                                          | Eric Frenzel                                                     |
| 18/12/2016 | Ramsau        | HS98 + 10 km       | Eric Frenzel                                                          | Fabian Rießle                                                          | Vinzenz Geiger                                                   |
| 07/01/2017 | Lahti         | HS130 + 10 km      | Eric Frenzel                                                          | Eero Hirvonen                                                          | Johannes Rydzek                                                  |
| 08/01/2017 | Lahti         | HS130 + 10 km      | Fabian Rießle                                                         | Eric Frenzel                                                           | Johannes Rydzek                                                  |
| 13/01/2017 | Val di Fiemme | HS134 + 10 km      | Eric Frenzel                                                          | Johannes Rydzek                                                        | Magnus Moan                                                      |
| 14/01/2017 | Val di Fiemme | HS134 + 2 × 7,5 km | Noorwegen Espen Andersen Jørgen Gråbak                                | Tsjechië Tomáš Portyk Miroslav Dvořák                                  | Italië Samuel Costa Alessandro Pittin                            |
| 15/01/2017 | Val di Fiemme | HS134 + 10 km      | Eric Frenzel                                                          | Johannes Rydzek                                                        | Akito Watabe                                                     |
| 21/01/2017 | Chaux-Neuve   | HS118 + 10 km      | Fabian Rießle                                                         | Johannes Rydzek                                                        | Akito Watabe                                                     |
| 22/01/2017 | Chaux-Neuve   | HS118 + 10 km      | Johannes Rydzek                                                       | Fabian Rießle                                                          | Eric Frenzel                                                     |
| Nordic Combined Triple |               |                    |                                                                       |                                                                        |                                                                  |
| 27/01/2017 | Seefeld       | HS109 + 5 km       | Johannes Rydzek                                                       | Eric Frenzel                                                           | Samuel Costa                                                     |
| 28/01/2017 | Seefeld       | HS109 + 10 km      | Johannes Rydzek                                                       | Eric Frenzel                                                           | Samuel Costa                                                     |
| 29/01/2017 | Seefeld       | HS109 + 15 km      | Eric Frenzel                                                          | Johannes Rydzek                                                        | Bernhard Gruber                                                  |
| 04/02/2017 | Pyeongchang   | HS140 + 10 km      | Johannes Rydzek                                                       | Mario Seidl                                                            | Fabian Rießle                                                    |
| 05/02/2017 | Pyeongchang   | HS140 + 10 km      | Johannes Rydzek                                                       | Eric Frenzel                                                           | Mario Seidl                                                      |
| 10/02/2017 | Sapporo       | HS134 + 10 km      | Björn Kircheisen                                                      | Akito Watabe                                                           | Mikko Kokslien                                                   |
| 11/02/2017 | Sapporo       | HS134 + 10 km      | Akito Watabe                                                          | Tim Hug                                                                | Manuel Faißt                                                     |
| 24 februari tot en met 3 maart 2017: Wereldkampioenschappen noordse combinatie 2017 in Lahti (telt niet mee voor wereldbeker) |               |                    |                                                                       |                                                                        |                                                                  |
| 11/03/2017 | Oslo          | HS134 + 10 km      | Akito Watabe                                                          | Eric Frenzel                                                           | Björn Kircheisen                                                 |
| 15/03/2017 | Trondheim     | HS134 + 10 km      | Eric Frenzel                                                          | Johannes Rydzek                                                        | Fabian Rießle                                                    |
| 18/03/2017 | Schonach      | HS106 + 10 km      | Eric Frenzel                                                          | Wilhelm Denifl                                                         | Johannes Rydzek                                                  |
| 19/03/2017 | Schonach      | HS106 + 10 km      | Eric Frenzel                                                          | François Braud                                                         | Akito Watabe                                                     |

### Eindstanden
| Algemene wereldbeker        | Algemene wereldbeker | Algemene wereldbeker | Algemene wereldbeker |
| #                           | Atleet               | Land                 | Punten               |
| --------------------------- | -------------------- | -------------------- | -------------------- |
| 1                           | Eric Frenzel         | GER                  | 1734                 |
| 2                           | Johannes Rydzek      | GER                  | 1609                 |
| 3                           | Akito Watabe         | JPN                  | 1086                 |
| 4                           | Fabian Rießle        | GER                  | 1069                 |
| 5                           | Björn Kircheisen     | GER                  | 748                  |
| 6                           | Mario Seidl          | AUT                  | 719                  |
| 7                           | Ilkka Herola         | FIN                  | 475                  |
| 8                           | Eero Hirvonen        | FIN                  | 464                  |
| 9                           | Wilhelm Denifl       | AUT                  | 442                  |
| 10                          | Bernhard Gruber      | AUT                  | 436                  |
| Eindstand na 23 wedstrijden |                      |                      |                      |

| Landenklassement            | Landenklassement | Landenklassement |
| #                           | Land             | Punten           |
| --------------------------- | ---------------- | ---------------- |
| 1                           | Duitsland        | 6688             |
| 2                           | Oostenrijk       | 3372             |
| 3                           | Noorwegen        | 2823             |
| 4                           | Japan            | 2106             |
| 5                           | Finland          | 1450             |
| 6                           | Frankrijk        | 860              |
| 7                           | Italië           | 675              |
| 8                           | Tsjechië         | 464              |
| 9                           | Zwitserland      | 357              |
| 10                          | Verenigde Staten | 215              |
| Eindstand na 25 wedstrijden |                  |                  |

| Prijzengeld                 | Prijzengeld      | Prijzengeld | Prijzengeld |
| #                           | Atleet           | Land        | CHF         |
| --------------------------- | ---------------- | ----------- | ----------- |
| 1                           | Eric Frenzel     | GER         | 135.430     |
| 2                           | Johannes Rydzek  | GER         | 121.420     |
| 3                           | Fabian Rießle    | GER         | 68.860      |
| 4                           | Akito Watabe     | JPN         | 61.300      |
| 5                           | Björn Kircheisen | GER         | 39.920      |
| 6                           | Mario Seidl      | AUT         | 34.505      |
| 7                           | Jørgen Gråbak    | NOR         | 26.940      |
| 8                           | Wilhelm Denifl   | AUT         | 22.300      |
| 9                           | Espen Andersen   | NOR         | 21.370      |
| 10                          | Eero Hirvonen    | FIN         | 21.220      |
| Eindstand na 25 wedstrijden |                  |             |             |

## Uitzendrechten
- Canada: CBC Sports[1]
- Duitsland: ARD/ZDF[2]
- Finland: Yle
- Nederland: Eurosport
- Noorwegen: NRK
- Zweden: SVT[3][4]
- Zwitserland: SRG SSR[5]

## Organisatie
De organisatie (Austria Ski Nordic Veranstaltungsgesellschaft m.b.H.) van de wereldbeker Noordse Combinatie van 16.12.2016 t/m 18.12.2016 in Ramsau am Dachstein ontving in 2016 € 51.000 subsidie van de deelstaat Stiermarken.